# Richard Švandrlík
Richard Švandrlík (4. ledna 1934, Praha – 15. května 2016, Mariánské Lázně) byl český historik, který se ve svém bádání zaměřoval na oblast Mariánskolázeňska a okolí. Výsledky jeho bádání využívají ve svých dílech i profesionální historici.

## Život
Narodil se 4. ledna 1934 v Praze, v rodině Karla Švandrlíka z Rychnova nad Kněžnou a jeho manželky Marie z Týniště nad Orlicí.
Vystudoval klasické gymnázium. Během studií založil s kamarády svou první kapelu, věnoval se ochotnickému divadlu a po celá válečná léta se věnoval atletice. Po ukončení gymnázia studoval vysokou školu zahraničního obchodu, kterou nedokončil a nastoupil do Tesly Karlín. V roce 1957 dostal povolávací rozkaz na dva roky vojenské služby do Mariánských Lázní. Po jejím ukončení zůstal v Mariánských Lázních a pracoval jako horník v uranových dolech Zadní Chodov na šachtě Vítkov.
V roce 1966 nastoupil do Hamrnické mlékárny jako mzdový účetní a začal dálkově studovat při zaměstnání vysokou školu ekonomickou v Praze, kterou úspěšně ukončil v roce 1969. Po promoci pracoval v mlékárně jako ekonom.
Od roku 1972 pracoval v balneologickém ústavu jako ekonom a začal se zajímat o historii Mariánských Lázní. Založil s přáteli vlastivědný kroužek klubu zdravotníků, který začal vydávat občasník Hamelika.
Po roce 1989, kdy byl Balneologický ústav zrušen, se stal ředitelem Mariánskolázeňského muzea, kde se věnoval naplno historii Mariánských Lázní až do roku 1992.
Od roku 1993 až do důchodu pracoval v Základní umělecká škole Fryderyka Chopina v Mariánských Lázních jako ekonom.
Po odchodu do důchodu navštěvoval univerzitu třetího věku v Plzni a dále vypomáhal jako účetní v ZUŠ. Chodil přednášet o historii a se svým dlouholetým kamarádem Zdeňkem Buchtelem začali vydávat knihy o historii a památkách v okolí Mariánských Lázní. S rozvojem počítačové techniky začal vydávat Hameliku v elektronické podobě a vytvořil rozsáhlé internetové stránky o historii Mariánských Lázní.
Zemřel 15. května 2016 v Mariánských Lázních.

### Rodinný život
V Mariánských Lázních se seznámil se svou první manželkou Věrou Polatovou. Narodily se jim tři děti – Richard, Táňa a David. Syn Richard, žijící v Německu, je výtvarník.
V roce 2004 se oženil se svojí druhou manželkou Věrou Modrovou.

## Pamětní deska
V květnu roku 2019 byla na zdi rozhledny Hamelika odhalena pamětní deska Richarda Švandrlíka.

## Dílo
Spolu s přáteli založil v 70. letech vlastivědný kroužek klubu zdravotníků, který začal vydávat občasník Hamelika. Periodikum a další práce Richarda Švandrlíka využívají také profesionální historici či studenti při zpracování závěrečných prací o regionu.
Richard Švandrlík je autorem mnoha článků i knih. Některé vydával se svými spolupracovníky jako Ing. Vladimír Křížek, MuDr. Antonín Somol nebo Zdeněk Buchtele.

### Knižní vydání[12]
- 106x Mariánské Lázně' (1990 - 168 stran)
- Vycházkové cesty v Mariánských Lázních a okolí (1998)
- Historie Židů v Mariánských Lázních (2004)
- Lohhäuser (Slatina) (2005 - 282 stran)
- Tři Sekery (2006 - 330 stran)
- Osudy hradu Vildštějn a Starý rybník (2007 - 118 stran)
- Staré pověsti z Mariánskolázeňska I. (2007 - 108 stran)
- Publikace o Velké Hleďsebi (2008 - 322 stran)
- Johann Josef Nehr a Mariánské Lázně (2008 - 32 stran)
- Letiště Skláře (2008 - 40 stran)
- Hrady Kynžvart a Boršengrýn (2009 - 38 stran)
- Krajem kolem Podhory (2009 - 220 stran)
- Staré pověsti z Plánska a Tachovska II. (2010 - 144 stran)
- Mnichov – městečko u Mariánských Lázní (2010 - 230 stran)
- Nová Ves - Louka (2010 - 130 stran)
- Nejen Třísekersko I. (Jaká utrachmaná prauda) (2010 - 94 stran)
- Nejen Třísekersko II. (Krapet nahrdlouháno) (2011 - 86 stran)
- Sítiny (2011 - 112 stran)
- Rájov u Mariánských Lázní (2011 - 120 stran)
- Ovesné Kladruby (2011 - 150 stran)
- Vlkovice - Martinov (2012 - 182 stran)
- 12 dílů Objevů a zajímavostí z okolí Mariánských Lázní (2011-2012 -12 sešitů)
- Drmoul a Cech sv. Víta (2013 - 280 stran)
- Dějiny lékařství v Mariánských Lázních
- a další